# Grb Bermuda
Grb Bermuda prikazuje crvenog lava koji drži štit, na kojem je prikazana havarija jedrenjaka. Crveni lav je simbol Engleske i označava povezanost Bermude s njom. Jedrenjak je "Sea Venture", engleski brod kojeg je njegov kapetan John Smith namjerno nasukao na obalu Bermude kako bi ga spasio od oluje. Svi na brodu su preživjeli i potom naselili otok. U podnožju grba je latinski natpis, ujedno i moto Bermuda: Quo fata ferunt ("Kamo nas nosi sudbina").
Ovaj se grb, koji datira još iz 1624. godine, nalazi i na zastavi Bermuda.